# 2012년 하계 올림픽 가이아나 선수단
가이아나는 2012년 7월 27일에서 8월 12일까지 영국 런던에서 열린 제30회 하계 올림픽에 참가했다. 독립 국가로서 열여섯 번째로 올림픽에 참석한 대회였다. (이 중에는 영국령 기아나란 국명으로 참가한 다섯 번의 대회도 포함된다.) 1976년 몬트리올 대회 때는 아프리카 국가들의 보이코트에 동참해 참가하지 않았다.
가이아나 올림픽 위원회는 유도, 수영, 육상 종목에 선수 6명(남자 4명, 여자 2명)을 파견했다. 이번 대회가 네 번째 올림픽 참가인 육상 선수 알리언 폼페이가 34세로 가장 나이가 많았다. 한편 여자 수영 자유형 선수인 브리타니 반 레인지는 15세로 가이아나 팀 뿐만 아니라 올림픽 역사상 가장 나이 어린 참가 선수였다. 수영 선수인 니알 로버츠와 폼페이는 2008년 베이징 대회에 이은 두 번째 참가였다.
그러나 가이아나는 이번에도 단 하나의 메달도 획득하지 못했다. 가이아나 선수단이 메달을 딴 것은 1980년 모스크바 대회 때 딴 동메달이 유일했다.

## 종목별 참가 선수 및 메달 집계
| 종목 | 참가 선수 | 1 | 2 | 3 | '합계 |
| 수영 | 2         |   |   |   | 0'    |
| 유도 | 1         |   |   |   | 0     |
| 육상 | 3         |   |   |   | 0     |
| 합계 | 6         | 0 | 0 | 0 | 0     |

## 종목별 성적

### 수영
남자
| 선수        | 세부 종목   | 예선  | 예선 | 준결선    | 준결선    | 결선      | 결선      |
| 선수        | 세부 종목   | 기록  | 순위 | 기록      | 순위      | 기록      | 최종 순위 |
| 니알 로버츠 | 자유형 100m | 55.66 | 48   | 진출 못함 | 진출 못함 | 진출 못함 | 진출 못함 |

여자
| 선수               | 세부 종목   | 예선    | 예선 | 준결선    | 준결선    | 결선      | 결선      |
| 선수               | 세부 종목   | 기록    | 순위 | 기록      | 순위      | 기록      | 최종 순위 |
| 브리타니 반 레인지 | 100m 자유형 | 1:01.62 | 42   | 진출 못함 | 진출 못함 | 진출 못함 | 진출 못함 |

### 유도
남자
| 선수    | 세부 종목 | 64강           | 32강                         | 16강           | 8강            | 준결승         | 패자부활전     | 결승 / 순위 결정전 | 결승 / 순위 결정전 |
| 선수    | 세부 종목 | 상대 선수 결과 | 상대 선수 결과               | 상대 선수 결과 | 상대 선수 결과 | 상대 선수 결과 | 상대 선수 결과 | 상대 선수 결과     | 순위               |
| 라울 랄 | 60kg      | 부전승         | 마지라시 (KSA) · L 0000–0100 | 진출 못함      | 진출 못함      | 진출 못함      | 진출 못함      | 진출 못함          | 진출 못함          |

### 육상
남자
| 선수          | 세부 종목 | 1차 예선 | 1차 예선 | 2차 예선  | 2차 예선  | 준결선    | 준결선    | 결선      | 최종 순위 |
| 선수          | 세부 종목 | 기록     | 순위     | 기록      | 순위      | 기록      | 순위      | 기록      | 최종 순위 |
| 제러미 배스콘 | 100m      | 부전승   | 부전승   | 10.31     | 6         | 진출 못함 | 진출 못함 | 진출 못함 | 진출 못함 |
| 윈스턴 조지   | 400m      | 46.86    | 5        | 경기 없음 | 경기 없음 | 진출 못함 | 진출 못함 | 진출 못함 | 진출 못함 |

여자
| 선수          | 세부 종목 | 예선  | 예선 | 준결선 | 준결선 | 결선      | 최종 순위 |
| 선수          | 세부 종목 | 기록  | 순위 | 기록   | 순위   | 기록      | 최종 순위 |
| 알리안 폼페이 | 400m      | 52.10 | 4 q  | 52.58  | 8      | 진출 못함 | 진출 못함 |